# カシオ情報機器
カシオ情報機器株式会社（カシオじょうほうきき、英: CASIO INFORMATION SYSTEMS CO., LTD.）は、東京都千代田区に本社を置く日本のITソリューション系企業。カシオ計算機の完全子会社。

## 概要
カシオの全額出資で、1992年4月に設立。主力製品は設立当初から業務用向けのミドルウェアとして発売されている「楽一」である。
主に流通・建材・調剤薬局の業界に強く、公企業・自治体向けのシステム構築も手掛けている。

## 製品・サービス
- 楽一シリーズ（業務用ミドルウェア）関連
- 各種業務用システム
- 自治体向け事業